# Macrognathus keithi
Macrognathus keithi är en fiskart som först beskrevs av Herre, 1940.  Macrognathus keithi ingår i släktet Macrognathus och familjen Mastacembelidae. Inga underarter finns listade i Catalogue of Life.